# 宰相
宰相，是中國歷代辅助君主（含諸侯、帝王等）最高行政官员的非正式通稱，而非法制上的名稱，除遼朝外，在各朝代的官制中，其實是沒有這官名的。中國歷代政權建立中央集權後正式稱謂有丞相、相邦、相國、尚書令、中書令、侍中、同平章事、总理大臣等，相當於今日各國的政府首腦，但職權大過前者。

## 名稱
「宰」原為「罪人在屋下執事者」，後引申為宰制的意思。「宰」有控制、掌握之意。「相」是「目接物」，故「相」又有「交接扶助」之意。
商朝时「宰」为貴族家中的管家，是管理家务和奴隶之官；周朝有执掌国政的太宰，也有掌贵族家务的家宰、掌管一邑的邑宰。「宰」，亦管「宰殺」牲畜以祭祀，实已为官的通称。因古時祭祀為頭等大事。
「宰相」二字联称，始见于《韩非子·显学》，但只有辽代以为正式官名，其它各代所指官名与职权广狭则不同，而且名目繁多。唐朝宰相人數與名目最多，有三省長官的中书令、侍中、尚书左仆射、尚书右仆射，还有同中书门下三品、同中书门下平章事、参与（议、豫）朝政、参知政事、同掌机密等等。漢代丞相以一或二人為相，唐代的宰相以多人合議制為相，還有許多軍人節度使獲得宰相的頭銜，是為使相，但為榮譽職，無實權。
有些朝代會設立左、右丞相（根據皇帝的方向），其地位根據不同朝代對「左尊」或「右尊」而不同。例如先秦時代文官尊左、武官尊右；在漢時期，以右丞相為主相、左丞相為副相；到隋唐兩宋隨周為「左尊右卑」；元朝依蒙古人習俗也以右丞相高於左丞相；到明初洪武時則恢復以左丞相為正職、右丞相為副職，但後廢除了丞相制度。
北京大学历史系副主任祝总斌教授认为，宰相必须拥有议政权和监督百官的执行权，两者缺一不可。首先是进宫谒见皇帝，共议国家大事。宰相对政策（行政、财政、军事、民族等）和人事这两方面的大事必须出谋划策，辅助皇帝最后确定下来（包括对皇帝的错误意见进行谏诤）。其次是在经过皇帝与宰相商议，形成决定之后，还得由宰相监督百官执行。这里包括百官执行后的考课，以及由此奏行的黜陟、赏罚等。古代官吏和后代学者往往重视第一个条件，而忽视第二个条件，从而造成宰相称谓上许多混乱。祝总斌认为两汉的宰相是固定的，始终是三公，尚书台长官不是宰相。魏晋南北朝宰相始终是尚书台或尚书省的长官，而中书监、中书令和门下侍中不是宰相，尽管他们也是在某些方面或某个时期权力极大。明朝和清朝的殿阁大学士权力发展到参与议政，职掌票拟，因而他们一般也被誉为宰相，但在制度上始终无监督六部百官执行之权，所以并不是宰相。

## 沿革
宰相最早起源于春秋时期。最早见于《韩非子·显学篇》：“故明主之吏，宰相必起于州部，猛将必发于卒伍。”战国时期，宰相的职位在各个诸侯国都建立了起来，春秋戰國時期列國宰相有齊國下卿管仲與上大夫晏嬰、趙國上卿藺相如、秦國相邦呂不韋等代表人物。
秦朝时，宰相的正式官名为丞相，由李斯擔任。汉朝与秦朝相仿，一般稱為丞相（金印緺綬，綬紫青色），只是如果称为「相国」（金印綟綬，綬似綠似紫）的话，地位更高一些，并以御史大夫为副职。漢初立國，刘邦以萧何為丞相，其後升任相國。汉武帝时，起用了一批儒生当丞相，处理日常行政事务，而政务中心则转到了内廷。宰相的职权逐渐转移到了尚书台长官的手中。汉哀帝改丞相为大司徒，东汉由司徒、司空、太尉，號稱三公，共同执政，權臣則多稱「大司馬」。汉献帝建安十三年（208年），复置丞相，由曹操担任。
魏晉时，丞相或相国多为权臣自命建立霸府政治，成为了一种篡位夺权的手段，一如曹魏的司馬氏專權和東魏的高歡、西魏的宇文泰。偏安政權蜀漢立國以來所任丞相也只有诸葛亮一人。南北朝制度多变，皇帝所与议论政事或委以机密者，即是宰相，官名有中书监、中书令、尚书令、侍中、仆射或将军。其位最尊、权最大者则为录尚书事。
隋朝時，隋文帝楊堅創立三省六部制，三省长官内史省的内史令、门下省的纳言、尚书省的尚书令合稱為宰相。唐改内史省为中书省，内史令为中书令，纳言为侍中。唐太宗時諫臣房玄龄官至司空兼領尚书左仆射，為當時尚书省實際长官。唐高宗后，不置尚书令，以副职尚书左右仆射为尚书省长官，除中书省长官中书令和门下省长官侍中外，以他官加“同中书门下三品”者才是宰相；玄宗开元后，加衔称“同中书门下平章事”，简称同平章事。
宋朝的尚書令和中書令為虛置，以同平章事、侍中为宰相正式官名，以参知政事为副，兩者同議政事，輪流知印、押班、奏事，合稱「宰執」。从汉朝至唐朝，天子待宰相之礼，逐渐降级，宋太祖废“坐论”之礼，使宰相站立答話，其地位大降。元丰改制，恢复唐朝的三省制度，但三省长官虚设，以副职代之，设宰相二人，首相称尚书左仆射兼门下侍郎，次相称尚书右仆射兼中書侍郎；另设门下侍郎、中书侍郎、尚书左右丞为副相。政和时，改左仆射为太宰兼门下侍郎，右仆射为少宰兼中书侍郎。靖康间复改为尚书左仆射兼门下侍郎、尚书右仆射兼中書侍郎。南宋建炎间，再改宰相官名为尚书仆射、同中书门下平章事，代表人物秦檜，副相为参知政事。乾道间又改为尚书左、右丞相，多兼枢密使，统领军政，代表人物如文天祥。
大蒙古國仿效漢制，設立中書省為行政機關，耶律楚材在窩闊台汗時期擔任中書令，位居中書丞相之上。元朝建立後續以中書省为政务中枢，主官中书令由皇太子兼领，不常设，下为中书右左丞相，为常设长官，再下为平章政事，副职为右左丞及参知政事，合称“宰执”。各地設有行中書省作為朝廷的派出機構，長官為行省丞相。
明初亦设中书省，长官为左右丞相，不设中书令。洪武十三年（1380年），太祖藉由胡惟庸案，罢中书省，废丞相，由天子亲决国政。宰相制度和三省制度遂废。后皇帝以不胜庶政之繁，设正五品的内阁大学士协理文书。后內阁职位渐重，但大学士有宰相之实，却无宰相之名，权力受到一定限制，称辅臣，居首者为首辅，如严嵩、張居正。
清沿明制，不设立真正的宰相职务。雍正时设军机处，内阁成为闲曹，沒有品阶的军机大臣行宰相职责，但没有独立的行政权力。清代习惯上称授正一品殿阁大学士为拜相，但无正式宰相名份。清朝末年，清政府仿效日本改革政治制度，成立以总理大臣为首的责任内阁，取代大学士和军机大臣。
在所有的官职中，宰相的变化最多，这是由于君主既需要宰相帮助办理政事，又担心宰相的权位过重，危及自身的权力。明清以后的大学士及军机大臣虽有宰相职责，辅助皇帝，但实际上只是皇权的执行者，没有独立决策权力。虽有大学士和军机大臣专权的情况发生，但他们的权力只是来自君主的信任，而非制度本身，相对下地位并不稳固。

## 與皇權的衝突
很少大有為的皇帝能長期忍受權力過大的相權。因此相權在中國歷史中不斷的被裁減，但随着中国封建王朝走向衰落，相权最终彻底战胜皇权。其中較顯著的變革有四個時期：
- 漢武帝設內廷作為政務中心，逐漸架空以丞相為首的外廷。
- 隋代正式确立三省制；三公取消开府，成为彻底荣誉头衔。
- 明太祖洪武十三年借胡惟庸案廢中書省和丞相，集君權與相權於一身。
- 清代宣统三年总理大臣袁世凯发实行共和制的电报迫使皇帝退位，相权彻底战胜皇权。

## 歷代稱謂表
中国的宰相在歴代王朝有不同的稱謂。下表是詳細參照。
| 朝代     | 宰相 | 内容 | 内容 |
| -------- | --- | --- | --- |
| 商       | 太宰、冢宰、阿衡 | | |
| 西周     | 太宰、冢宰、小宰 | | |
| 東周     | 太宰、冢宰、執政官、少宰 | | |
| 春秋     | 齊:上卿→左相、右相 晉：正卿 秦：左庶長、右庶長 楚：令尹 越：大夫 宋：左師、右師                                                                                                   | | |
| 戰國     | 相 秦：大良造→相邦→左丞相、右丞相 楚：令尹 | | |
| 秦 西漢  | 丞相/相國 太尉 御史大夫 | 丞相/相國—輔佐皇帝、總攬政務、統率百官 太尉—司掌軍事 御史大夫—統率御史（監察官） | 三公 |
| 東漢     | 司徒 太尉 司空 | 丞相即司徒、御史大夫為司空所改稱 實權渐渐移至尚書，三公逐渐成為榮譽職 | 三公 |
| 東漢     | ↓ | | |
| 東漢     | 尚書 | 皇帝個人秘書 | 皇帝個人秘書 |
| 三國     | 曹魏： 司空 司徒 太尉 大將軍 ↓ 尚書令 尚書僕射 ↓ 相國 | | |
| 三國     | 蜀漢： 丞相 ↓ 大將軍、錄尚書事 大司馬、錄尚書事 ↓ 尚書令 | | |
| 三國     | 東吳： 丞相 ↓ 左丞相 右丞相 | | |
| 西晉     | 丞相 | 復置三公 | 復置三公 |
| 西晉     | ↓ | | |
| 西晉     | 錄尚書事 | 尚書之最高職位 | 尚書之最高職位 |
| 西晉     | ↓ | | |
| 西晉     | 尚書令、尚書僕射 門下侍中 中書令 | 尚書先任者 皇帝側近之首，兼掌出纳帝命 皇帝秘書官 | 尚書先任者 皇帝側近之首，兼掌出纳帝命 皇帝秘書官 |
| 東晉     | 錄尚書事 中書監 中書令 ↓ 中書侍郎 侍中 | | |
| 隋       | 尚書令 納言 內史令 | 为避隋太祖杨忠讳，侍中改纳言，中书令改内史令 | 三省長官 |
| 唐       | 尚書令/尚書左、右僕射 侍中 中書令 | 尚書省長官 門下省長官 中書省長官 | 三省長官 |
| 唐       | ↓ | | |
| 唐       | 尚書左、右僕射 侍中 中書令 或他官加 知政事 參知政事 參預朝政 專典機密 同中書門下三品 与中書門下同承受進止平章事 同中书门下平章事 等稱號为宰相，名目之多為歷朝之冠，詳見唐朝宰相。 | 由於太宗曾任尚書令，後不再任命此官，改以尚書左、右僕射為尚書省長官 貞觀之後，尚書左、右僕射不帶“同中書門下三品”者，不是真宰相 | 由於太宗曾任尚書令，後不再任命此官，改以尚書左、右僕射為尚書省長官 貞觀之後，尚書左、右僕射不帶“同中書門下三品”者，不是真宰相 |
| 唐       | ↓ | | |
| 唐       | 同中書門下平章事 | 唐代中葉之後，多以門下侍郎、中書侍郎、六部尚書或侍郎為本官加“同中書門下平章事”為宰相 原尚書左、右仆射，中書令，侍中等官職成為勛戚元老或節度使的加官 节度使兼同平章事者非真宰相 | 唐代中葉之後，多以門下侍郎、中書侍郎、六部尚書或侍郎為本官加“同中書門下平章事”為宰相 原尚書左、右仆射，中書令，侍中等官職成為勛戚元老或節度使的加官 节度使兼同平章事者非真宰相 |
| 五代十國 | 後梁/後唐/後晉/後漢/後周： 同中書門下平章事 參知政事 等稱謂 | 大多沿襲唐代舊製，真宰相為“本官+同中書門下平章事”的形式 又有加延資庫使（唐武宗時設置，後梁沿置）、太清宮使（唐後期設置，為首相加銜，後唐复置）、弘文館大學士、監修國史及集賢殿大學士等稱號區別首相、次相和其它宰相                                                                          | 大多沿襲唐代舊製，真宰相為“本官+同中書門下平章事”的形式 又有加延資庫使（唐武宗時設置，後梁沿置）、太清宮使（唐後期設置，為首相加銜，後唐复置）、弘文館大學士、監修國史及集賢殿大學士等稱號區別首相、次相和其它宰相                                                                          |
| 五代十國 | 吳/南唐： 同中書門下平章事 參知政事 等稱謂 | 同上 楊吳權臣徐溫、徐知誥先後以大丞相、都督中外諸軍事等頭銜把持朝政，一如唐末朱溫篡位前以相國總百揆自稱，非常置 | 同上 楊吳權臣徐溫、徐知誥先後以大丞相、都督中外諸軍事等頭銜把持朝政，一如唐末朱溫篡位前以相國總百揆自稱，非常置 |
| 五代十國 | 前蜀/後蜀： 同中書門下平章事 參知政事 等稱謂 | 同上 | 同上 |
| 五代十國 | 南漢： 同中書門下平章事 參知政事 等稱謂 | 同上 | 同上 |
| 北宋     | 同中書門下平章事 參知政事 | 一般設置兩名或三名宰相 双相时首相兼领昭文館大學士及監修國史，次相兼集賢殿大學士 三相时以兼昭文館大學士者（即唐代的弘文館）为首，兼監修國史者次之，兼集賢殿大學士者又次之 副相為參知政事 間或有一二權臣真除門下侍中一職，也為真宰相 不兼三馆馆职之同平章事或兼节度使之同平章事为虚衔，非宰相 | 一般設置兩名或三名宰相 双相时首相兼领昭文館大學士及監修國史，次相兼集賢殿大學士 三相时以兼昭文館大學士者（即唐代的弘文館）为首，兼監修國史者次之，兼集賢殿大學士者又次之 副相為參知政事 間或有一二權臣真除門下侍中一職，也為真宰相 不兼三馆馆职之同平章事或兼节度使之同平章事为虚衔，非宰相 |
| 北宋     | ↓ | | |
| 北宋     | 尚書左僕射兼門下侍郎 尚書右僕射兼中書侍郎 門下侍郎 中書侍郎 尚書左丞 尚書右丞 | 神宗元豐年間重校《唐六典》改革官制，廢除绝大多数沿襲晚唐五代的差遣職務，政府架構形式上回歸了唐代的三省六部制，但原來的三省長官虛設 首相為尚書左仆射兼門下侍郎，次相為尚書右仆射兼中書侍郎 副相為門下侍郎、中書侍郎以及尚書左、右丞                                                          | 神宗元豐年間重校《唐六典》改革官制，廢除绝大多数沿襲晚唐五代的差遣職務，政府架構形式上回歸了唐代的三省六部制，但原來的三省長官虛設 首相為尚書左仆射兼門下侍郎，次相為尚書右仆射兼中書侍郎 副相為門下侍郎、中書侍郎以及尚書左、右丞                                                          |
| 北宋     | ↓ | | |
| 北宋     | 太宰兼門下侍郎 少宰兼中書侍郎 | 徽宗時期蔡京曾以太師總領三省，稱為“公相” 太宰、少宰系原尚書左僕射、尚書右僕射改名 | 徽宗時期蔡京曾以太師總領三省，稱為“公相” 太宰、少宰系原尚書左僕射、尚書右僕射改名 |
| 北宋     | ↓ | | |
| 北宋     | 尚書左僕射兼門下侍郎 尚書右僕射兼中書侍郎 | 欽宗登基後，恢復元豐改製後的舊稱 | 欽宗登基後，恢復元豐改製後的舊稱 |
| 南宋     | 尚書左僕射同中書門下平章事 尚書右僕射同中書門下平章事 | 建炎时三省正式并一，撤消中书、门下侍郎及尚书丞等衔，宰执官恢复“同平章事”“参知政事”衔 | 建炎时三省正式并一，撤消中书、门下侍郎及尚书丞等衔，宰执官恢复“同平章事”“参知政事”衔 |
| 南宋     | ↓ | | |
| 南宋     | 左丞相 右丞相 | 左、右丞相乾道时自左、右僕射改名 韩侂胄曾以“平章軍國事”一職把持朝政，位在丞相之上 “平章军国重事”多以勛戚老臣為之，有实权者唯贾似道一人，位在丞相之上 | 左、右丞相乾道时自左、右僕射改名 韩侂胄曾以“平章軍國事”一職把持朝政，位在丞相之上 “平章军国重事”多以勛戚老臣為之，有实权者唯贾似道一人，位在丞相之上 |
| 遼       | 北宰相府： 北府左宰相 北府右宰相 總知軍國事 知國事 南宰相府： 南府左宰相 南府右宰相 總知軍國事 知國事 中書令 中書省大丞相 中書省左丞相 尚書令 尚書省左僕射 尚書省右僕射           | | |
| 金       | 尚書令 尚書左丞相 尚書右丞相 平章政事 | 完顏亮執政時期裁撤中書門下二省，以尚書省為行政中樞 | 完顏亮執政時期裁撤中書門下二省，以尚書省為行政中樞 |
| 元       | 中書令 中書右丞相 中書左丞相 平章政事 | 門下省不置，尚書省不常置，以中書省為行政中樞，仿照蒙古風俗，男右女左，男尊女卑，右丞相較左丞相高。中書令為皇太子兼任，不常置 | 門下省不置，尚書省不常置，以中書省為行政中樞，仿照蒙古風俗，男右女左，男尊女卑，右丞相較左丞相高。中書令為皇太子兼任，不常置 |
| 明       | 中書左丞相 中書右丞相 | 由於丞相胡惟庸被誅而廢止，省宰制度旋即结束，而后及至清末行宪，不再有真宰相之职 | 由於丞相胡惟庸被誅而廢止，省宰制度旋即结束，而后及至清末行宪，不再有真宰相之职 |
| 清       | 内阁总理大臣 | 袁世凯执政时期，握有实权，是清政府唯一的真宰相。 | 袁世凯执政时期，握有实权，是清政府唯一的真宰相。 |

## 近代
受到日語影響，今日時常稱君主制國家的各大臣雅稱為「相」，如財務大臣稱財相、外交大臣稱外相、法務大臣稱法相等。政府首長則稱為首相，甚至是直接稱「宰相」，「擔任政府首長」為「拜相」，即得自「宰相」之名。